# اوین جین
اوین جین (انگلیسی: Aowen Jin؛ زادهٔ تاریخ ورودی نامعتبر است) یک هنرمند اهل بریتانیا است.
وی همچنین برندهٔ جوایزی همچون ۱۰۰ زن بی‌بی‌سی شده‌است.